# 1761
Năm 1761 (số La Mã: MDCCLXI) là một năm thường bắt đầu vào thứ năm trong lịch Gregory (hoặc một năm thường bắt đầu vào thứ hai của lịch Julius chậm hơn 11 ngày).